# Julio Velázquez
Julio Velázquez Santiago (Salamanca, España, 5 de octubre de 1981) es un entrenador de fútbol español. Actualmente dirige al Levski Sofia.

## Trayectoria
Inicios
Pese a su juventud, Velázquez cuenta con una dilatada carrera, ya que se inició en los banquillos con tan solo 15 años en las categorías base del fútbol base vallisoletano y con 19 ya se incorporó como técnico de un equipo de juvenil autonómica. En la 2008-2009 guio al Juvenil del Polideportivo Ejido en División de Honor, donde se proclamó subcampeón de la categoría.
En la campaña 2009-2010, volvió a su comunidad para dirigir al juvenil división de honor del Real Valladolid, siendo líder en su grupo, a mitad de temporada pasó al filial de los pucelanos, con los que disputó la fase de ascenso a Segunda División B.
Poli Ejido
En la temporada 2010-2011 se convirtió en una de las sensaciones de la categoría de bronce como preparador del primer equipo del Polideportivo Ejido y se midió al Villarreal CF en la Copa del Rey, de la que finalmente quedó apeado en el partido de vuelta (1-1 y 2-0).
Villarreal "C" y Villarreal "B"
Se incorporó al Villarreal Club de Fútbol en la temporada 2011-12 como entrenador del Villarreal C, al que dirigió en 21 encuentros oficiales. En diciembre de 2011, el preparador salmantino –aunque criado en Valladolid– se hizo cargo del (Villarreal B) en la segunda división, siendo su debut en la categoría, tras la marcha de José Francisco Molina al primer equipo. Bajo su dirección, el Villarreal B experimentó una auténtica revolución en la segunda vuelta de la Liga 2011-12, pues cogió al equipo en puntos de descenso y lo instaló en la zona cómoda de la competición tras 24 encuentros, con un balance de 10 victorias, 4 empates y 10 derrotas.
Villarreal
El 13 de junio de 2012, se confirmó su fichaje para el primer equipo del Villarreal Club de Fútbol para la temporada 2012-13, con el objetivo de volver a Primera División. Sin embargo, apenas terminada la primera vuelta, fue despedido por el club amarillo, dejando al equipo castellonense en puestos de "play-off" y habiendo estado durante todas las jornadas en posiciones de ascenso directo o "play-off".
Real Murcia
El 10 de julio de 2013, fue anunciado como nuevo técnico del Real Murcia Club de Fútbol. Bajo su dirección, el conjunto pimentonero fue una de las revelaciones de la temporada, ya que pasó de luchar por la permanencia a hacerlo por los primeros puestos, contando con uno de los presupuestos más bajos de la categoría; finalmente se clasificó como mejor equipo para la promoción de ascenso al terminar en 4.º puesto, por detrás del Barcelona "B", aunque allí fue eliminado por el Córdoba CF.
Real Betis
El 16 de junio de 2014, fue contratado por el recién descendido Real Betis Balompié para la temporada 2014-15. Fue cesado en sus funciones el 25 de noviembre, tras 14 jornadas de competición en las que el equipo consiguió 21 puntos, dejando al equipo en puestos de promoción de ascenso a Primera División.
Os Belenenses
Fue presentado como nuevo técnico del Os Belenenses de la Primeira Liga el 16 de diciembre de 2015. Velázquez se hizo con el equipo en el puesto decimoquinto a tres puntos del descenso y lo dejó en la novena posición a doce puntos del descenso. El 9 de octubre de 2016, tras nueve jornadas disputadas y con el equipo en séptima posición y cerca de la lucha por puestos de Europa League, abandonó el cargo de mutuo acuerdo con el club.
AD Alcorcón
Pocos días después, fue presentado como nuevo entrenador de la Agrupación Deportiva Alcorcón, cogiendo al equipo en la penúltima posición. Tras dos meses en el cargo, tiempo en el cual sacó al equipo alfarero de los puestos de descenso y eliminó al RCD Español en la Copa, llegando por primera vez en la historia del club a cuartos de final de la competición, fue renovado por dos temporadas más. Finalmente, logró la permanencia en la última jornada de Liga. El 4 de junio de 2018, tras volver a mantener al equipo madrileño en la categoría de plata, dejándolo en la 13.ª posición de la Liga, anunció su marcha de la entidad.
Udinese Calcio
El 7 de junio de 2018, firmó por el Udinese Calcio. El 13 de noviembre de 2018, el club italiano anunció su destitución, dejando al equipo friulano como 17.º clasificado tras la disputa de 12 jornadas de la Serie A, pero fuera del descenso y sin haber entrado en dichas posiciones en ese tramo del campeonato.
Vitória Setúbal
El 11 de noviembre de 2019, se convirtió en el nuevo técnico del Vitória Setúbal, encontrándose el equipo en una dinámica muy peligrosa a nivel de resultados, siendo hasta ese momento el equipo que menos goles había materializado de las principales ligas europeas. Consigue cambiar totalmente la inercia del equipo hasta el punto de ser uno de los equipos revelación hasta el periodo de confinamiento. El 2 de julio de 2020, el entrenador decidió no seguir, de mutuo acuerdo con el club.
CS Marítimo
El 11 de marzo de 2021, firmó por el CS Marítimo de la Primera División de Portugal. Hizo un trabajo notable, sacando al equipo del último puesto de la competición para lograr la salvación en tan sólo dos meses de trabajo. El 12 de noviembre de 2021, tras la llegada de una nueva junta directiva, fue cesado de su cargo.
Deportivo Alavés
El 5 de abril de 2022, firmó por el Deportivo Alavés de la Primera División de España, para sustituir a José Luis Mendilibar. Cogió al equipo último, quedando únicamente ocho partidos por jugar. Realizó un trabajo notable, consiguiendo devolver la ilusión a la entidad, consiguiendo puntos de permanencia solvente en esas ocho jornadas, y ganando partidos como contra el Villarreal que en ese momento estaba disputando las semifinales de Champions League. Al final resulta imposible mantener la categoría por el déficit de puntos del resto de la temporada y tras el descenso del Deportivo Alavés a LaLiga SmartBank, el 23 de mayo de 2022, abandonó el equipo babazorro.
Fortuna Sittard
El 11 de septiembre de 2022, firmó por el Fortuna Sittard de la Eredivisie. El equipo se encontraba en la última posición con un punto después de seis partidos. Consiguió el objetivo de la salvación varias jornadas antes del final del campeonato, terminando la campaña con 17 puntos de ventaja sobre los puestos de descenso y 8 sobre el playout. Finalizada la temporada, decidió no renovar su vínculo con el club para el siguiente curso.
Real Zaragoza
El 20 de noviembre de 2023, firmó por el Real Zaragoza, terminando su vinculación con el club el 11 de marzo de 2024.
Levski Sofia
El 6 de enero de 2025, asumió al frente del Levski Sofia. Coge el equipo en una situación complicada ocupando la cuarta posición y finaliza la temporada como segundo clasificado con 13 puntos de ventaja respecto al tercero en la tabla. Con Velázquez, el Levski fue el mejor equipo del campeonato desde su llegada, restándole puntos al líder, el PFC Ludogorets, y logrando el subcampeonato después de una década sin que el club lo consiguiera.  Al finalizar en segunda posición, consigue la clasificación para disputar la Europa League y también la final de la Supercopa de Bulgaria.

## Clubes
Actualizado de acuerdo al último partido jugado el 9 de marzo de 2024.
| Club                            | País         | División            | Año       | P  | PG | PE | PP | % ptos. |
| ------------------------------- | ------------ | ------------------- | --------- | -- | -- | -- | -- | ------- |
| C. D. San Nicolás (inferiores)  | España       |                     | 1997-2000 |    |    |    |    |         |
| U. D. Sur (juvenil)             | España       |                     | 2000-2002 |    |    |    |    |         |
| Betis Valladolid (juvenil)      | España       |                     | 2002-2003 |    |    |    |    |         |
| C. D. Laguna (juvenil)          | España       |                     | 2003-2004 |    |    |    |    |         |
| Peña Respuela                   | España       | Primera Regional    | 2004-2005 |    |    |    |    |         |
| Arandina C. F.                  | España       | Regional Preferente | 2006-2007 |    |    |    |    |         |
| Atlético Villacarlos            | España       | Tercera División    | 2007-2008 |    |    |    |    |         |
| Polideportivo Ejido (juvenil)   | España       | División de Honor   | 2008-2009 |    |    |    |    |         |
| Real Valladolid C. F. (juvenil) | España       | División de Honor   | 2009      |    |    |    |    |         |
| Real Valladolid C. F. "B"       | España       | Tercera División    | 2010      | 23 | 15 | 3  | 5  | 65.22   |
| Polideportivo Ejido             | España       | Segunda División B  | 2010-2011 | 33 | 11 | 9  | 13 | 33.33   |
| Villarreal C. F. "C"            | España       | Tercera División    | 2011      | 21 | 9  | 5  | 7  | 42.86   |
| Villarreal C. F. "B"            | España       | Segunda División    | 2012      | 24 | 10 | 4  | 10 | 41.67   |
| Villarreal C. F.                | España       | Segunda División    | 2012-2013 | 22 | 8  | 8  | 6  | 36.36   |
| Real Murcia C. F.               | España       | Segunda División    | 2013-2014 | 45 | 16 | 18 | 11 | 35.56   |
| Real Betis Balompié             | España       | Segunda División    | 2014      | 16 | 7  | 4  | 5  | 43.75   |
| C. F. Os Belenenses             | Portugal     | Primeira Liga       | 2015-2016 | 31 | 10 | 11 | 10 | 32.26   |
| A. D. Alcorcón                  | España       | Segunda División    | 2016-2018 | 82 | 25 | 27 | 30 | 30.49   |
| Udinese Calcio                  | Italia       | Serie A             | 2018      | 13 | 2  | 3  | 8  | 15.38   |
| Vitória Setúbal                 | Portugal     | Primeira Liga       | 2019-2020 | 21 | 4  | 7  | 10 | 19.05   |
| C. S. Marítimo                  | Portugal     | Primeira Liga       | 2021      | 25 | 6  | 6  | 13 | 24      |
| Deportivo Alavés                | España       | Primera División    | 2022      | 8  | 3  | 0  | 5  | 37.5    |
| Fortuna Sittard                 | Países Bajos | Eredivisie          | 2022-2023 | 28 | 10 | 6  | 12 | 35.71   |
| Real Zaragoza                   | España       | Segunda División    | 2023-2024 | 14 | 3  | 6  | 5  | 21.43   |
| Levski Sofia                    | Bulgaria     | Primera Liga        | 2025-¿?   |    |    |    |    |         |